# 雷巴利夫卡
47°7′32″N 35°32′15″E / 47.12556°N 35.53750°E
雷巴利夫卡（烏克蘭語：Рибалівка）是位於烏克蘭東南部的村莊，由扎波羅熱州波洛希區的莫洛昌斯克市鎮負責管轄。該村始建於1945年，面積0.77平方公里，海拔高度21米，2001年人口189，人口密度每平方公里245.8人。